# フラーレン

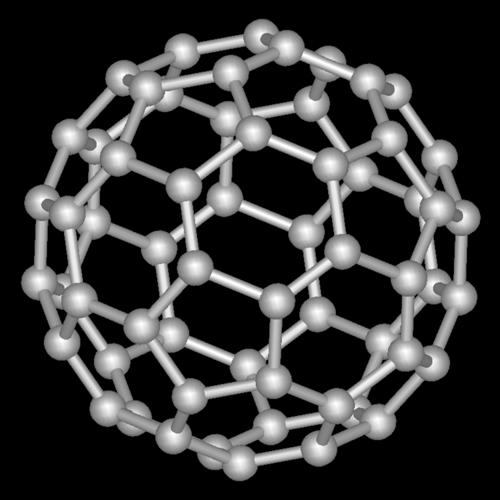
C_{60} の球棒モデル

フラーレン（英: fullerene [ˈfʊləˌriːn]、独: Fulleren [fʊləˈreːn]）は、閉殻空洞状の多数の炭素原子のみで構成される、クラスターの総称である。共有結合結晶であるダイヤモンドおよびグラファイトと異なり、数十個の原子からなる構造を単位とする炭素の同素体である。呼び名はバックミンスター・フラーの建築物であるジオデシック・ドームに似ていることからフラーレンと名づけられたとされる。最初に発見されたフラーレンは、炭素原子60個で構成されるサッカーボール状のような構造を持ったC60フラーレンである。

## 歴史
C60フラーレンの発見は1985年であるが、それ以前に C60 構造の存在は予測されていた。
1965年、C60H60の二十面体トポロジー構造が可能であることが報告された。

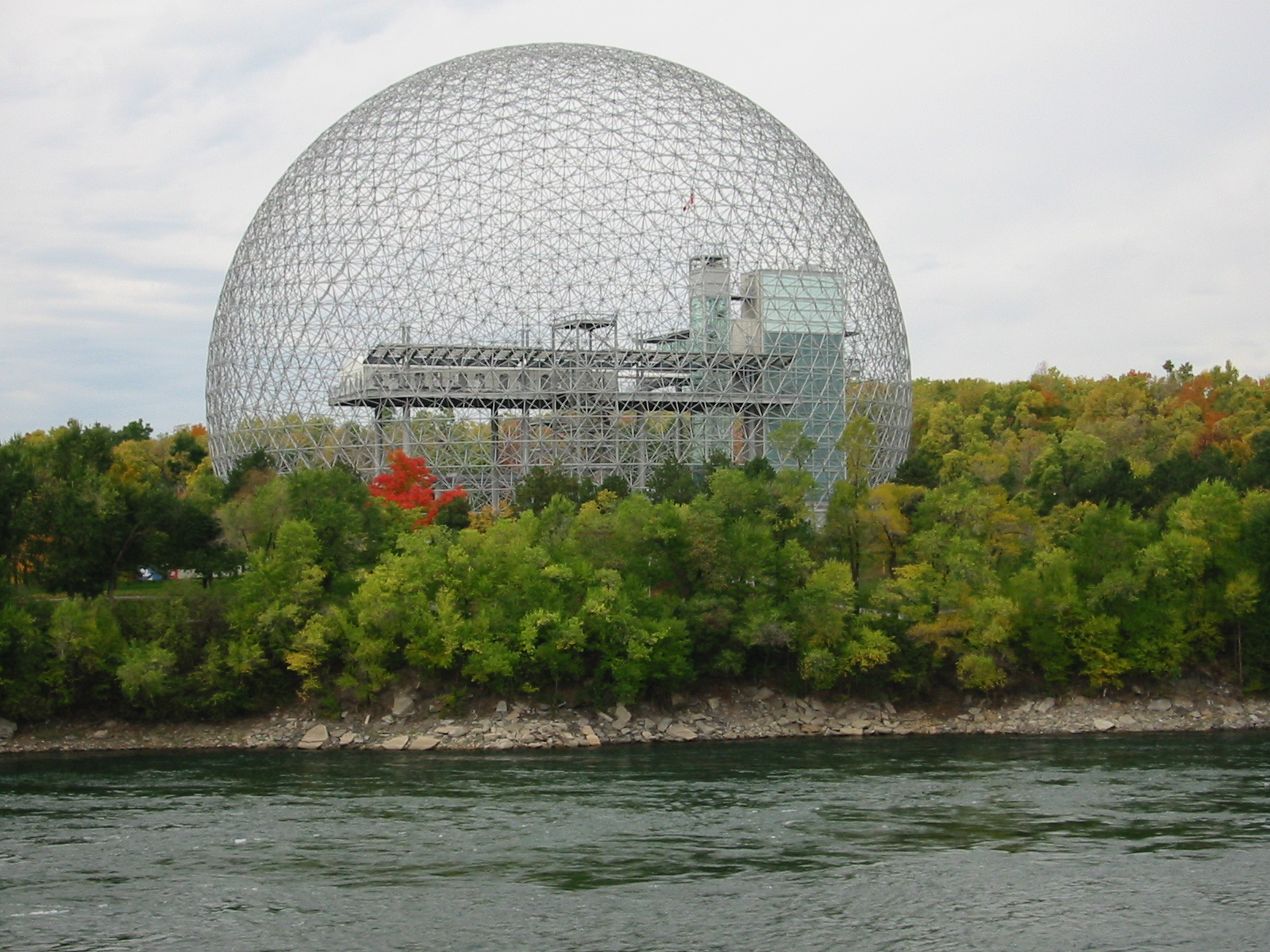
バックミンスター・フラーの建築物であるジオデシック・ドーム

1970年、当時北海道大学の大澤映二は、ベンゼンが5つ集まって皿状になった「コランニュレン」という物質の構造がサッカーボールの一部と同じであることに気づいた。ここから、実際にサッカーボール状の C60 も存在しうると考え、考察の結果を和文雑誌などに公表した。だが、これが掲載されたのは日本語の文献のみで、英語などでは発表していなかったため、欧米の科学者には知られることはなかった。
同じく1970年、R. W. HensonはC60の構造モデルを提唱した。だが、このモデルが現実に存在するとは誰にも思われず、彼の同僚にすら受け入れられなかった。そのため、このアイデアの論文は発表されることはなかったことが、1999年のCarbon誌に明かされている。
これらの成果とは独立に、1973年、Prof.Bochvar率いるロシアの科学者グループは、C60の安定性の量子化学的分析を行い、この分子構造の電子状態を計算した。この計算結果も学界では受け入れられなかった。この論文は1973年のロシアの"Proceeding of USSR Academy of Sciences"から発表された。
1985年、C60フラーレンの実在がハロルド・クロトー、リチャード・スモーリー、ロバート・カールらによって初めて発見された。この発見により、発見者の三人は、1996年度のノーベル化学賞を受賞した。
1992年、ロシアのカレリア共和国産の"炭素鉱物シュンガ石（shungite）(まだ正式に鉱物種とは認められていない) に C60 が含まれていると報告された。その後京都大学で分析が行われ、2004年に重量比で約20ppmの C60 が含まれていると発表された。2007年現在、生成の機構は不明である。
2010年9月4日、C60フラーレン発見25年を記念して、Googleホームページのロゴが特別バージョンとなった（画像）。

## バリエーション

### C60フラーレン
炭素原子60個からなる切頂二十面体（サッカーボール状）構造、直径7.1Åのフラーレンを、C60フラーレンと呼ぶ。IUPAC命名法では (C60-Ih)[5,6]フラーレンという。また、同様の構造を持ったドームジオデシック・ドームのデザイナーであるバックミンスター・フラーの名をとって、バックミンスターフラーレン (Buckminsterfullerene) 、バッキーボール (Buckyball) とも呼ぶ。6員環が20、5員環が12、60本の単結合、30本の二重結合で形成されており、余った結合が出ない安定な構造である。
フラーレン (C60) は、固体構造（ファンデルワールス結晶）をとる場合がある。C60 を一つの粒子とみなして、その粒子が面心立方構造（常温での安定相）をとる。260 K以下では、単純立方構造が安定となる。また、常温での準安定相として六方晶構造も存在する。これらの構造で、個々のフラーレンは高速で回転している。常温で毎秒およそ108から109回転するが、低温では回転は遅くなる。さらに、その粒子間（C60間）にアルカリ金属などがインターカレートした構造も存在（面心立方的構造、体心立方的構造などとなる）する。アルカリ金属などをインターカレートした構造の中には、超伝導を示すものも存在する。カリウムをドープした K3C60 は C60 を面心立方 (fcc) で組み上げ C60 分子間に K+ が入り込む形になっていて、その転移温度は30 Kを超える。他に二価金属のBaでも Ba4C60 となり、10 K以下だがやはり超伝導を示す。

### 高次フラーレン
炭素原子の数が60個を超えているクラスターも存在する。これを高次フラーレンと呼ぶ。アーク放電法などによるC60フラーレン合成の際、これら高次フラーレンが少量ながら生成される。炭素数が70, 74, 76, 78……のものなどが単離されている。これらも全て5員環・6員環から成っており、7員環以上の環を持つフラーレンは実際には発見されていない。炭素の数がいくつになっても5員環の数は12と決まっており、6員環の数だけが増えていく（オイラーの多面体定理より）。
また、フラーレン骨格においては5員環は隣り合わせにならないという規則がある（孤立5員環則、IPR）。C60 フラーレンはIPRを満たす最小のフラーレンであり、その次が C70 となる。C62 や C68 などが発見されないのは、これらがIPRを満たし得ない炭素数だからと考えられる（ただし後述のように、内包フラーレンでは例外が存在する）。

### 低次フラーレン
炭素原子が60個未満のフラーレンは、特殊な例を除いて安定して存在することはできない。

### カーボンナノチューブ
炭素によって作られる六員環ネットワーク（グラフェンシート）が単層あるいは多層の同軸管状になった物質。炭素の同素体で、フラーレンの一種に分類されることがある。詳しくはカーボンナノチューブを参照。

### ハイパーダイヤモンド
フラーレンを原料に高温高圧下で生成される物質。ダイヤモンド･ナノロッド凝集体（Aggregated diamond nanorod、ADNR）とも呼ばれる。市販の多結晶質ダイヤモンドより3倍程度硬い（摩耗抵抗、破壊靱性）とされる。詳しくはハイパーダイヤモンドを参照。

## 合成法

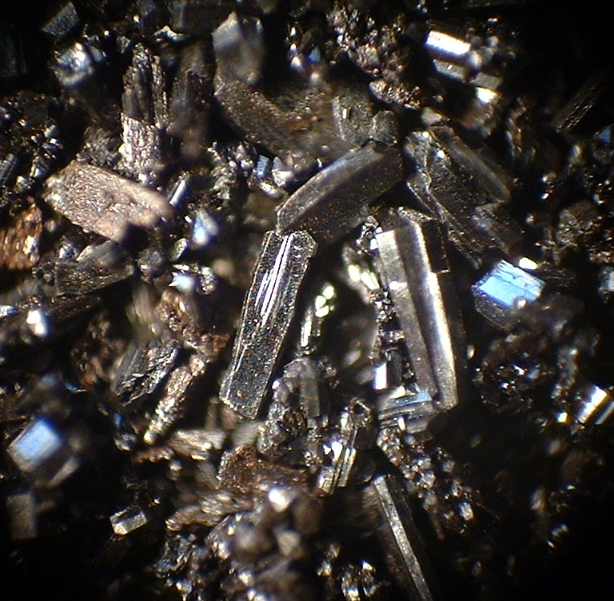
C60の結晶

クロトー、スモーリー、カールは真空状態でグラファイトにレーザー光線を当てて蒸発させ、フラーレンを発見した。この方法によって得られるフラーレンの量は極少量であったが、1990年にドイツでアーク放電により大量にフラーレンを合成する方法が発見され、フラーレンの研究が進展するきっかけとなった。その後、炭化水素を燃焼させたりプラズマで分解するなど、さまざまな方法が開発されている。2000年代に入り、燃焼法によるトン単位の大量生産も行われるようになった。
一方、フラーレンの有機化学的手法による合成は難航したが、2002年になって、11段階で作った前駆体を瞬間真空熱分解で処理することにより初めて成功した（収率は約0.1%–1%）。その後、トルキセンから三段階で作った前駆体を白金上で加熱することにより効率よくフラーレンに変換することに成功した。また、単層グラフェンに担持した同じ前駆体に電子線照射することによってフラーレンに変換される様子を原子分解能の電子顕微鏡映像として記録することにも成功している。

## 内包フラーレン
フラーレン生成時にある種の金属元素をグラファイト中に加えておくと、中空の骨格内に金属原子を包み込んだフラーレンが得られる。これを内包フラーレンと呼び、M@C60 などと書き表す。これまでスカンジウム、ランタン、セリウム、チタンなどを内包したフラーレンが得られているが、アルミニウムや鉄、金などを内包したものは得られておらず、こうした選択性の理由ははっきりしていない。
金属ではなく窒素原子を閉じこめた N@C60、2つ以上の金属原子を含んだ (Sc2C2)@C72、2種以上の元素を内包した (Sc3N)@C80 などの化合物も得られている。ウランは C82 に、トリウムは C84 に入る。また、ウラン2個が C80 に入るなど、元素によって炭素数との相性がある。
京都大学の小松紘一らは、有機化学的な手法によってフラーレン骨格に穴を開け、水素分子を封入した上で穴を閉じて元のフラーレン骨格を再生し、H2@C60 という分子を人工合成することに成功している。小松はこれを「分子手術（Molecular Surgery）」と呼んでいる。
名古屋大学の坂田誠らはSPring-8の放射光と最大エントロピー法 (MEM) を用いて Sc2@C66 の構造解析を行い、孤立5員環則を破るフラーレンの存在を証明した。

## 反応
フラーレンは物理的に極めて安定で、水や有機溶媒に溶けにくい性質を持つ。このため、この物体単体の利用開発が妨げられている。だが、化学反応性に富み、化学修飾をほどこし水溶性を増すことで、様々な試薬と反応することが知られており、様々な分野での開発研究が進められている。これは球面状に芳香環が歪められているため芳香族性が低下し、適当な反応性を持つためと考えられる。現在までに様々な反応が報告されており、C60は単一分子として最も反応性がよく調べられた分子となっている。
主な反応として水素やハロゲンの付加反応、有機金属試薬の求核付加反応、[3+2]・[4+2]などの環化付加反応などがある。また二重結合は白金やイリジウムなどの配位子としても働き、錯体を形成することが知られている。また、2個の C60 が結合して出来た二量体や、さらに密に結合した落花生型などの C120、3個が結合したトリマーの C180 や、多数のフラーレンが結合したポリマーなども合成されている。
フラーレンに置換基を導入する反応の中でも、以下の二つの反応がよく知られている。

### Bingel反応
Bingel-Hirsh反応とも呼ばれる。ブロモマロン酸エステルをDBUによりエノラート化し、フラーレンに求核付加する。その後、フラーレンに生じた負電荷がSN2反応でマロン酸部位を攻撃し、三員環構造を形成する。ヨウ素やテトラブロモメタンを共存させることで、ハロゲン化されていないマロン酸エステルも反応させることが可能である。

### Prato反応
アルデヒド化合物とグリシンなどのアミノ酸をまず反応させ、アゾメチンイリドを形成させる。次いでフラーレンと1,3-双極子付加反応を起こさせ、最終的にフラーレン上にピロリジン環が形成される。

## 応用

### 医薬
ヒト免疫不全ウイルス(HIV)の特効薬としての利用が検討されている。HIVは増殖の際にHIVプロテアーゼという酵素を必要とする。この酵素は脂溶性の空隙があり、ここにちょうどフラーレンがはまり込んでその作用を阻害する。このためある種のフラーレン誘導体は抗HIV活性を示し、臨床試験が進行中である。
遺伝子の導入にフラーレンが有効であることが判明している。C60フラーレンに四つのアミノ基をつけた水溶性フラーレン（TPFE）はDNAとの結合が可能である。DNAと結合したTPFEは細胞膜を通り抜けた後に分離し、放たれたDNAは発現する。フラーレンは低毒性で、TPFEを使った遺伝子治療は安全だといわれている。遺伝子導入には今までウイルスや脂質類似物を「運び屋」として使う方法があったが、臓器障害などの安全性の問題があった。しかし、東大大学院理学系研究科の中村栄一教授と東大医学部付属病院の野入英世准教授らの、マウスを使った実験ではTPFEによる遺伝子導入に臓器障害が見られなかったという。また、TPFEは安価で大量生産できるため、TPFEによる遺伝子治療は安価で利用できるという。

### 化粧品
活性酸素やラジカルを消去する作用により、美肌効果や肌の老化防止効果があるとされており、美容液やローションなどに配合されている。

### 電子材料
n型半導体材料として、PCBMなどの誘導体を用いた研究が進められている。

### 潤滑
基礎研究の段階ではC60フラーレンをボールベアリングのボールのように用いて動摩擦をほぼゼロにできる事が分かっており、ナノマシンの潤滑剤としての用途などが考えられている。日本では、2000年代にバーディークラブという過去に存在したメーカーがフラーレンC60を使用し、摩擦低減を効果的に実現する添加剤を製造していた。しかし、製造コストが高かった事もあり、短期間で製造が打ち切られた。

## 関連文献
- 松尾豊、中村栄一「官能基化フラーレンの合成と構造」『有機合成化学協会誌』第65巻第1号、有機合成化学協会、2007年、44-53頁、doi:10.5059/yukigoseikyokaishi.65.44。